# 581. grenadirski polk (Wehrmacht)
581. grenadirski polk (izvirno nemško 581. Grenadier-Regiment; kratica 581. GR) je bil pehotni polk Heera v času druge svetovne vojne.

## Zgodovina
Polk je bil ustanovljen 15. oktobra 1942 s preimenovanjem 581. pehotnega polka; dodeljen je bil 306. pehotni diviziji.
Polk je bil razpuščen novembra 1943, polkovne enote pa razdeljene med ostale polke 306. pehotne divizije.